# Seznam angleških matematikov
Seznam angleških matematikov.

## A
- John Couch Adams (1819 – 1892)
- John Frank Adams (1930 – 1989)
- George Biddell Airy (1801 – 1892)
- Michael Francis Atiyah (1929 – 2019)
- George Atwood (1746 – 1807)

## B
- Charles Babbage (1791 – 1871)
- Alan Baker (1939 – 2018)
- Henry Frederick Baker (1866 – 1956)
- John Macleod Ball (1948 –)
- Peter Barlow (1776 – 1862)
- Ernest William Barnes (1874 – 1953)
- Isaac Barrow (1630 – 1677)
- John David Barrow (1952 –)
- Thomas Bayes (1702 – 1761)
- Norman Linstead Biggs (1941 –)
- Bryan John Birch (1931 –)
- John Adrian Bondy (1944 –)
- George Boole (1815 – 1864) (angleško-irski)
- Alicia Boole Stott (1860 – 1940) (irsko-angleška)
- Richard Ewen Borcherds (1959 –) (angleško-ameriški)
- Thomas Bradwardine (~1295 – 1349)
- Henry Briggs (1561 – 1630)
- Jacob Bronowski (1908 – 1974)
- William Brouncker (1620 – 1684)
- Ernest William Brown (1866 – 1938)
- Richard Arthur Buckingham (1911 – 1994)
- William Burnside (1852 – 1927)

## C
- Peter Jephson Cameron (1947 –)
- Philip Candelas (1951 –)
- Mary Lucy Cartwright (1900 – 1998)
- John William Scott Cassels (1922 – 2015)
- Arthur Cayley (1821 – 1895)
- William Kingdon Clifford (1845 – 1879)
- James Cockle (1819 – 1895)
- John Colson (1680 – 1760)
- John Horton Conway (1937 – 2020)
- Roger Cotes (1682 – 1716)
- Harold Scott MacDonald Coxeter (1907 – 2003)
- William Crabtree (1610 – 1644)

## D
- George Howard Darwin (1845 – 1912)
- Harold Davenport (1907 – 1969)
- Robert James MacGregor Dawson
- John Dee (1527 – 1608)
- Augustus De Morgan (1806 – 1871)
- Keith Devlin (1947 –)
- Thomas Digges (1546 – 1595)
- Gabriel Andrew Dirac (1925 – 1984)
- Paul Adrien Maurice Dirac (1902 – 1984)
- Simon Kirwan Donaldson (1957 –)
- (Michael Dummett)
- Freeman John Dyson (1923 – 2020) (angl.-amer.)

## E
- Samuel Earnshaw (1805 – 1888)
- Arthur Stanley Eddington (1882 – 1944)

## F
- Michael Ellis Fisher (1931 – 2021)
- Ralph Howard Fowler (1889 – 1944)
- Frederick Gerard Friedlander (1917 – 2001) (avstrijsko-britanski)

## G
- Henry Gellibrand (1597 – 1636)
- James Whitbread Lee Glaisher (1848 – 1928)
- Benjamin Gompertz (1779 – 1865)
- Reuben Louis Goodstein (1912 – 1985)
- William Sealy Gosset (1876 – 1937)
- William Timothy Gowers (1963 –)
- Andrew Granville (1962 –)
- John Greaves (1602 – 1652)
- George Green (1793 – 1841)
- Richard Kenneth Guy (1916 – 2020) (angleško-kanadski)

## H
- John Hadley (1682 – 1744)
- Heini Halberstam (1926 – 2014) (češki Nemec/Jud?)
- Philip Hall (1904 – 1982)
- Edmond Halley (1656 – 1742)
- Godfrey Harold Hardy (1877 – 1947)
- Thomas Harriot (1560 – 1621)
- Douglas Rayner Hartree (1897 – 1958)
- Stephen Hawking (1942 – 2018)
- Roger Heath-Brown (1952 –)
- Oliver Heaviside (1850 – 1925)
- Percy John Heawood (1861 – 1955)
- John Hellins (1749 – 1827)
- John Frederick William Herschel (1792 – 1871)
- William Mitchinson Hicks (1850 – 1934)
- Nicholas John Higham (1961 –)
- Graham Higman (1917 – 2008)
- Thomas Archer Hirst (1830 – 1892)
- Nigel James Hitchin (1946 –)
- Fred Hoyle (1915 – 2001)
- Charles Hutton (1737 – 1823)
- Martin Neil Huxley

## J
- James Hopwood Jeans (1877 – 1946)

## K
- David George Kendall (1918 – 2007)
- Radha Kessar
- Thomas Penyngton Kirkman (1806 – 1895)

## L
- Horace Lamb (1849 – 1934) Ruth Lawrence-Naimark (1971 –) (britansko-izraelska)
- John Edensor Littlewood (1885 – 1977)
- Augustus Edward Hough Love (1863 – 1940)
- Ada Lovelace (1815 – 1852)
- John William Lubbock (1803 – 1865)
- Raymond Arthur Lyttleton (1911 – 1995)

## M
- Dusa McDuff (1945 –)
- Percy Alexander MacMahon (1854 – 1929)
- Louis Joel Mordell (1888 – 1972) (ameriško-britanski)
- David Bryant Mumford (1937   1974

## N
- Max Newman (1897 – 1984)

## P
- Raymond Paley (1907 – 1933)
- Karl Pearson (1857 – 1936)
- John Pell (1611 – 1685)
- Roger Penrose (1931 –)

## R
- Richard Rado (1906 – 1989)
- Srinivasa Ajangar Ramanudžan (1887 – 1920)
- Ronald Cedric Read (1924 – 2019)
- Ronald Rivlin (1915 – 2005) (britansko-ameriški)
- Benjamin Robins (1707 – 1751)
- Louis E. Rogers (1927 – 2018)
- Klaus Friedrich Roth (1925 – 2015)
- Edward John Routh (1831 – 1907)
- Bertrand Russell (1872 – 1970)
- William Rutherford (1798 – 1871)

## S
- Nicholas Saunderson (1682 – 1739)
- Marcus du Sautoy (1965 –)
- Michael John Seaton (1923 – 2007)
- Graeme Segal (1941 –) (avstralsko-angleški)
- Lloyd Stowell Shapley (1923 – 2016) (angleško-ameriški)
- George Shuckburgh-Evelyn (1751 – 1804)
- Thomas Simpson (1710 – 1761)
- Derek Howard Smith
- John Speidell (okoli 1600 – 1634)
- William Spottiswoode (1825 – 1883)
- Richard Swineshead (~1340 – 1355)
- Peter Swinnerton-Dyer (1927 – 2018)

## T
- Brook Taylor (1685 – 1731)
- Geoffrey Ingram Taylor (1886 – 1975)
- Richard Lawrence Taylor (1962 –)
- George Frederick James Temple (1901 – 1992)
- Edward Charles Titchmarsh (1899 – 1963)
- Alan Turing (1912 – 1954)

## V
- John Venn (1834 – 1923)
- Samuel Vince (1749 – 1821)

## W
- Charles Terence Clegg Wall (1936 –)
- John Wallis (1616 – 1703)
- Seth Ward (1617 – 1689)
- Edward Waring (1736 – 1798)
- George Neville Watson (1886 – 1965)
- Dominic Welsh (1938 –)
- William Whiston (1667 – 1752)
- Alfred North Whitehead (1861 – 1947)
- Edmund Taylor Whittaker (1873 – 1956)
- Andrew John Wiles (1953 –)
- James Hardy Wilkinson (1919 – 1986)
- Robin James Wilson (1943 –)
- Joseph Wolstenholme (1829 – 1891)
- Robert Woodhouse (1773 – 1827)
- Thomas Wright (1711 – 1786)

## Y
- William Henry Young (1863 – 1942)